# Герман (ландграф Гессену)
Герман Вчений (нім. Hermann der Gelehrte; 1341 — 24 травня 1413) — 4-й ландграф Гессену в 1376—1413 роках. Часто значиться як Герман II, при цьому враховується його стрийко Герман I Старший, який ніколи не панував в Гессені.

## Життєпис

### Молоді роки
Походив з Гессенського дому. Син Людвіга Молодого пана, володаря замку Гребенштайн, та Єлизавети фон Шпонгайм. Народився 1341 року в замку Гребенштайн (поблизу Касселя). Був призначений для церковної кар'єри, навчався в Парижі та Празі. Згодом став пробстом колегіальної церкви Св. Петра в Нертені, а потім каноніком соборів у Магдебурзі та Трірі.
Ситуація змінилася 1366 року після смерті його стриєчного брата Оттона, який був спадкоємцем ландграфства Гессен. Стрийко Германа — ландграф гессенський Генріх II — оголосив у 1367 році Германа своїм спадкоємцем. Втім права висунув також родич Оттон I, герцог Брауншвейг-Геттінген. З 1370 року почалася так звана Війна Зіркового союзу. У 1373 році в Ешвеге спільно з Генріхом II уклав договір з Фрідріхом III Веттіном, ландграфом Тюрингії, та його братами щодо обопільного спадкування володінь на випадок вимирання одного з родів. 1375 року імператор Карл IV Люксембург підтвердив заповіт Генріха II щодо Германа. Внаслідок цього 1376 року Оттон I Брауншвейг-Геттінгенський вимушений був замиритися з ландграфом Гессенським. Невдовзі останній помер і Герман став новим володарем Гессену.

### Володарювання
З самого початку стикнувся із протидією міст невдоволених новими податками, які впровадив ще Генріх II. Представники міст Нижнього Гессена та області Верра поєдналися у союз. У відповідь Герман почав наступ на права міст. 1377 року ліквідував незалежнний магістрат міста Шпагенберг. До союзу міст 1378 року поєдналася шляхта. Лише за посередництва Балтазара, ландграфа Тюрингії, вдалося владнати конфлікт з містом Кассель. Але вже того ж року Герман ліквідував спеціальні адміністрації 3 частин Касселя. 1379 року перебрав владу в місті Мельсунген.
У 1384 році остаточно ліквідував незалежність Касселя. Того ж року впровадив власну адміністрацію в місті Ротенбург. Зрештою міста звернулися по допомогу до Балтазара Тюринзького. Також цим протистоянням вирішив скористатися Оттон I, герцог Брауншвейг-Геттінгена, якого підтримав Адольф фон Нассау-Вісбаден-Ідштайн, архієпископ Майнцький. Останні захопили міста Ешвеге і Сонтру, але зазнали поразки біля Касселю.
Становище ландграфа Гессенського поліпшилося після смерті 1390 року архієпископа Майнца. 1394 року Герман уклав Франкфуртський мир з новим майнцьким архієпископом Конрадом II фон Вайнсбергом. 1399 року купив міста Ульріхштайн і Шоттен, область Фогельсберг.
1400 року уклав з Брауншвейгом Фрідберзький мир. Продовжив розширення володінь, придбавши 1402 року замок Гаунек, а 1406 року — місто Фаха. 1409 року під час Великої схизми разом з Рупрехтом Віттельсбахом, королем Німеччини, виступив на боці папи римського Григорія XII. Після цього спільно з Віттельсбахом та Вернером фон Фалькенштайном, архієпископом Тріра, атакував володіння Йоганна II Нассау, архієпископа Майнца, прихильника антипапи Олександра V.
У 1410 році підтримав Сигізмунда Люксембурга у боротьбі за корону імператора. Помер 1413 року. Йому спадкував син Людвіг.

## Родина
1. Дружина — Йогана, донька Йоганна I, графа Нассау-Вайлінберг
дітей не було
2. Дружина — Маргарита, донька Фрідріха V Гогенцоллерна, бургграфа Нюрнберзького
Діти: 
- Анна (1385—1386)
- Генріх (1387—1394)
- Єлизавета (1388—1394)
- Маргарита (1389—1446) —  дружина Генріха І Вельфа, герцога Брауншвейг-Люнебурзького
- Агнес (1391—1471) — дружина Оттона II, герцога Брауншвейг-Геттінген
- Герман (1396—1406)
- Фрідріх (1398—1402)
- Людвіг (1402—1458) — ландграф Гессену